# Adige
Adige (italienska [ˈaːdid͡ʒe], tyska: Etsch) är en cirka 410 km lång flod, som har sin källa och huvudsakliga sträckning (220 km) i Sydtyrolen (provinsen Bolzano) i norra Italien. Den är Italiens näst längsta flod, efter Po. Avrinningsområdet är 12 200 km², vilket är det tredje största i Italien, efter Po och Tibern.

## Beskrivning
Floden rinner ut ur den artificiella alpina sjön Reschensee-Lago di Resia, i Reschenpasset, nära gränsen till Österrike och Schweiz ovanför Inndalen. Sjön är känd för kyrktornet som markerar platsen där den tidigare byn Alt-Graun låg. Denna översvämmades och övergavs 1953, då en fördämning byggdes.
Floden Rom flyter ihop med Adige nära Glurns. Floden flyter sedan österut genom Vinschgau-Val Venosta till Meran (Merano), där den möts av Passeier-Passiriofloden från norr. Syd om Bolzano flyter Isarco in i floden som nu leder söderut genom en dal som alltid har varit en av huvudlederna genom Alperna, till och från Resiapasset och Brennerpasset. 
Nära Trento i Trentino  flyter Avisio, Noce och Fersina in i Adige. Adige rinner genom orten Rovereto och sedan in i Veneto. Där flyter floden genom staden Verona följt av Legnago och sedan förbi Rovigo och Adria genom Lagarinadalen och nordöstra delen av Poslätten ut i Adriatiska havet. Adige och Po flyter parallellt i floddeltat men går aldrig ihop.
Adige har under juni och juli häftiga flöden och för då med sina stora mängder slam. För att undvika översvämningar har floden, genom underjordiska kanaler, kopplats ihop med Gardasjön.